# Sakura, Sakura (musikalbum)
Sakura, Sakura är Vacancy Labours debutskiva. Visuellt har skivan ett tydligt Japan-inspirerat tema och en militärisk enkelhet. Titeln Sakura, Sakura betyder ”körsbärsblom, körsbärsblom”, vilka var de sista orden från de japanska trupperna vid Slaget om Peleliu. I japansk kultur är körsbärsblomman en symbol för flyktigheten i det vackra, och agerar som en slags ”this too shall pass”-påminnelse. Detta har legat till grund för stämningen på skivan. Många av spåren är avvägda så att flytande, vackra melodier kantas av viss tyngd och ofta bryter ut i avgrundsvrål där stillheten bryts och bomber faller. Ofta ganska introverta och expressionistiska texter kantas med hjärtmonitorljud, mumlande TV-röster och gnisslande torkvindor. Den fysiska releasen inkluderar ett extraspår med titeln "[Sakura]".

## Låtlista
| 1. [Intro]                                     |
| 2. Roads                                       |
| 3. What These Times Show                       |
| 4. Stay                                        |
| 5. Kid Named Venus                             |
| 6. [In the Meantime]                           |
| 7. Purple Homes                                |
| 8. City Lights                                 |
| 9. Diamonds In the Sky                         |
| 10. London Gasps                               |
| 11. [The Betweentime]                          |
| 12. Guns Ablaze                                |
| 13. She Started Running                        |
| 14. This Place                                 |
| 15. Cherry                                     |
| 16. [Sakura] (endast på den fysiska releasen ) |